# Jessica Bowman
Jessica Robyn Bowman er født ( 26. november 1980). Hun er bedst kendt for sin rolle som Colleen Cooper i den amerikanske tv-serie Lille doktor på prærien, og sin rolle som Cayley Young i Someone to love me.
Hun har desuden optrådt i et afsnit af Baywatch og i The road home. 
Jessicas fødested er Walnut Creek, i Californien. Hun startede sin karriere, i et lokalt teater, indtil hun fik sin rolle som Darcy, i The long road home. 
Jessica har været nomineret til flere priser. Hendes største nominering, var som bedste skuespiller, i rollen som Colleen Cooper i Lille doktor på prærien. Der er efter at Lille doktor blev annulleret, på tv, er der senere blevet lavet to film. I den første af filmene spiller Colleen slet ikke med, da hun studerer medicin.